# Putoniella pruni
Putoniella pruni är en tvåvingeart som först beskrevs av Johann Heinrich Kaltenbach 1872.  Putoniella pruni ingår i släktet Putoniella och familjen gallmyggor. Inga underarter finns listade i Catalogue of Life.